# Concerti grossi, op. 6 (Händel)

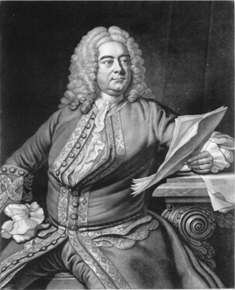
Grabado de Georg Friedrich Händel de John Faber a partir de un cuadro de Thomas Hudson.

Los Concerti grossi, op. 6, o Doce Grandes Conciertos, HWV 319-330, son doce concerti grossi de Georg Friedrich Händel para un trío concertino para dos violines y violonchelo y un ripieno en cuatro partes, orquesta de cuerdas y clavecín, llevando el bajo continuo.
Publicado por primera vez por suscripción en Londres por John Walsh en 1739, luego como colección en 1740, en la segunda edición de 1741 fueron designados como opus 6 por Händel. A diferencia de los Concerti grossi, op. 3, que solo llevan el nombre y que John Walsh reunió apresuradamente en una colección un tanto heterogénea sin ninguna participación real del compositor, las piezas del opus 6 forman un todo más homogéneo y fueron compuestas en el espacio de un mes.
Toma como modelos el antiguo concerto da chiesa y el concerto da camera de la tradición de Arcangelo Corelli, en lugar del último concierto veneciano de tres movimientos de Antonio Vivaldi favorecido por Johann Sebastian Bach. Fueron escritos para ser tocados como un interludio durante las representaciones de los oratorios y odas de Händel. A pesar del modelo convencional, Händel incorporó en los movimientos la gama completa de sus estilos compositivos, incluidas sonatas en trío, arias de ópera, oberturas francesas, sinfonías italianas, aires, fugas, temas y variaciones y una variedad de danzas. Los conciertos se compusieron en gran parte de material nuevo: se encuentran entre los mejores ejemplos del género del concerto grosso barroco.
Su éxito fue tal, que permanecieron en el repertorio orquestal inglés durante todo el siglo XVIII.

## Historia
En 1735, Händel había comenzado a incorporar conciertos para órgano en las interpretaciones de sus oratorios. Mostrándose a sí mismo como compositor-intérprete, podría proporcionar una mayor atracción para igualar a los castrati italianos de la compañía rival, la Ópera de la Nobleza, luego reforzada con prestigiosos cantantes italianos contratados a altos precios. Permitió a Händel explotar su virtuosismo, en el órgano o en el clavicémbalo, siempre admirado por el público inglés. Estos conciertos formaron la base de los conciertos para órgano de Händel op.4 que fueron publicados por John Walsh en 1738.

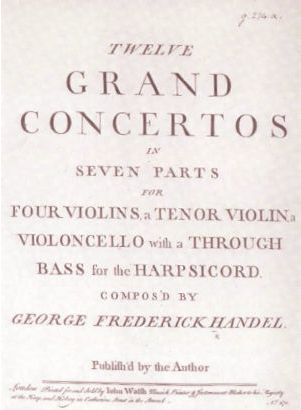
Portada de los Doce Grandes Conciertos, op. 6, 1740.

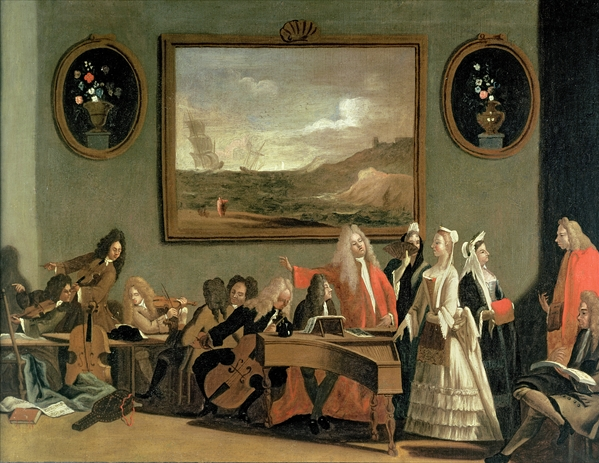
Marco Ricci, 1709: Ensayo de ópera barroca en el Haymarket Theatre, Londres.

El primero y el último de estos seis conciertos para órgano (HWV 289 y HWV 294) se compusieron originalmente en 1736 para interludios en el oratorio Alexander's Feast a la oda de John Dryden (Alexander's Feast, or the Power of Music). El primero es para orquesta y órgano de cámara, el segundo para arpa, cuerdas y bajo continuo. Además, en enero de 1736, Händel compuso un corto y ligero concierto grosso para cuerdas en do mayor (HWV 318) que todavía se conoce tradicionalmente como el Concierto en la Fiesta de Alejandro ("Concerto in Alexander's Feast") destinado a ser tocado entre las dos partes de la oda. Anotado para orquesta de cuerdas con partes solistas para dos violines y violonchelo, originalmente tenía cuatro movimientos y luego fue publicado por Walsh en 1740 en una colección titulada Select Harmony. Los primeros tres movimientos (allegro, largo, allegro) tienen la forma del concierto italiano contemporáneo con pasajes alternados de solo y tutti. El cuarto movimiento, menos convencional, marcado como andante, non presto, es una gavota majestuosa y encantadora con elegantes variaciones para ambos violines.
Habiendo cambiado el gusto del público por la ópera italiana, la temporada de 1737 había sido desastrosa tanto para la Ópera de la Nobleza como para la compañía de Händel. Al final de esa temporada, sufrió una especie de agotamiento tanto físico como mental, que le provocó la parálisis de los dedos de una mano. Después de que sus amigos le aconsejaran que tomara una cura termal en Aix la-Chapelle, experimentó una completa recuperación. Como resultado de estas circunstancias, pronto abandonaría la ópera en italiano, con la excepción de Giove in Argo (Júpiter en Argos, 1739), Imeneo (1740) y finalmente Deidamía (1741). Se le ofrecieron entonces varias posibilidades: componer música instrumental, seguir con las odas (en la línea de Acis y Galatea) o posicionarse en el oratorio inglés, al que había comenzado a acercarse en 1718 con la primera versión de Esther, versión que había revisado y ampliado en 1732.
Favoreció esta última posibilidad, un nuevo género musical del que él fue en gran parte responsable de crear. El año 1739 vio la primera representación de su gran oratorio Saul, su puesta en escena de la oda de John Dryden, Ode for St. Cecilia's Day para el día de Santa Cecilia y la reposición de su ópera pastoral inglesa o serenata Acis and Galatea. En el año anterior había producido la obra coral Israel in Egypt (Israel en Egipto) y en 1740 compuso L'Allegro, il Penseroso ed il Moderato (El alegre, el pensativo y el moderado), un escenario similar a una cantata de la poesía de John Milton.
Para la temporada de 1739-1740 en el teatro Lincoln's Inn Fields, Händel compuso Twelve Grand Concertos para interpretarse como interludios de sus oratorios u otras piezas líricas, con el fin de atraer mejor al público. Las interpretaciones de estos nuevos conciertos fueron anunciadas con antelación en la prensa londinense. Reconociendo el éxito de los conciertos para órgano opus 4, su editor John Walsh alentó a Händel a componer un nuevo juego de conciertos para su distribución mediante suscripción bajo una Licencia Real especialmente adquirida. Hubo poco más de cien suscriptores, incluidos varios miembros de la familia real, amigos, mecenas, compositores, organistas y directores de teatros y jardines de recreo, algunos de los cuales solicitaron varios juegos para formaciones orquestales más grandes.

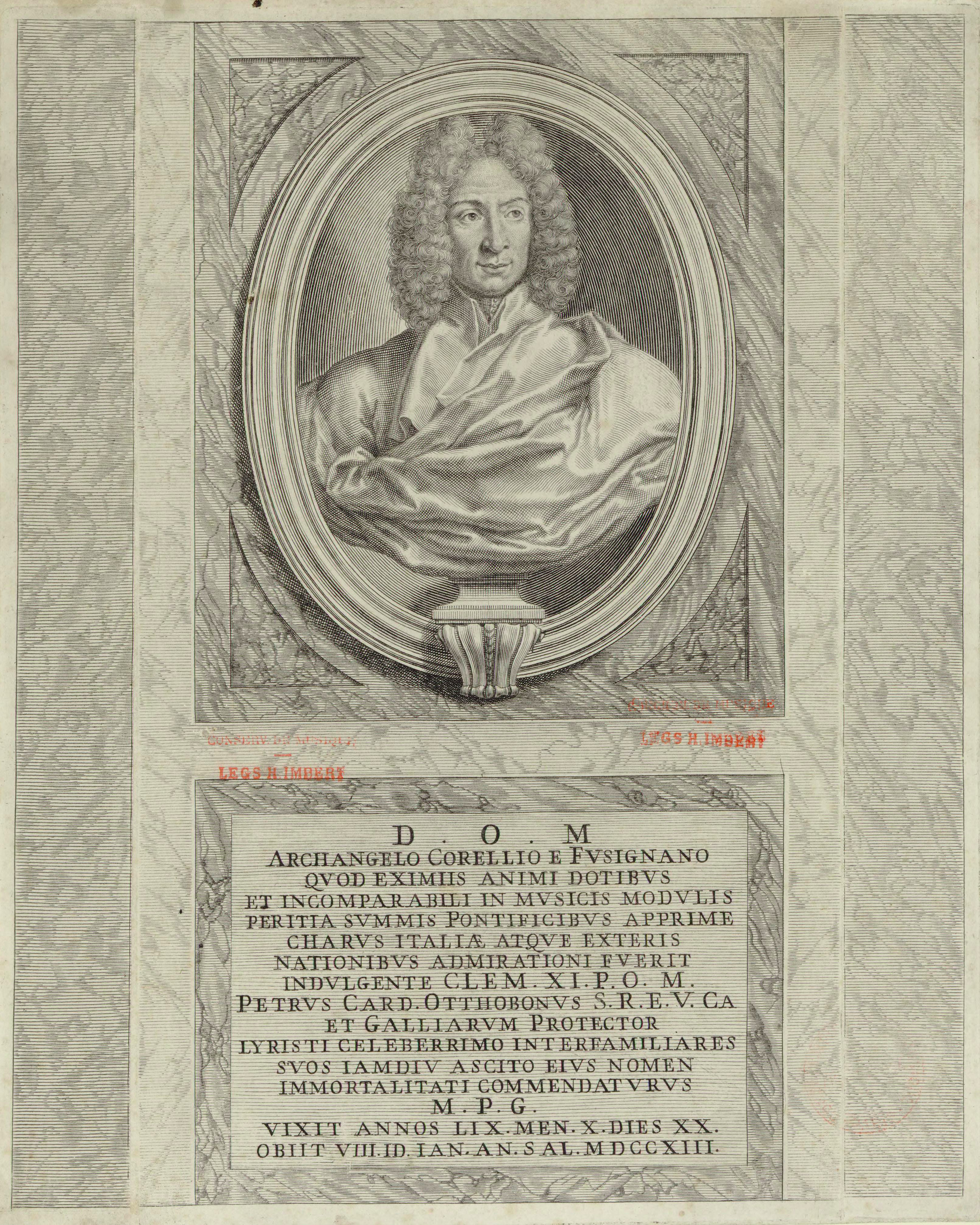
Retrato de Arcangelo Corelli de la portada de sus Doce Concerti Grossi, op. 6.

Las propias actuaciones de Händel generalmente empleaban dos instrumentos de bajo continuo, ya fuesen dos clavicémbalos o un clavicémbalo y un órgano de cámara; algunos de los manuscritos autógrafos tienen partes adicionales adjuntas para oboes, instrumentos adicionales disponibles para las interpretaciones durante los oratorios. El propio Walsh había vendido con mucho éxito su propia edición de 1715 de los célebres 12 concerti grossi, op. 6 de Corelli, publicado póstumamente por primera vez en Ámsterdam en 1714. La elección posterior del mismo número de opus para la segunda edición de 1741, el número de conciertos y la forma musical no pueden haber sido del todo accidentales; más significativamente, Händel en sus primeros años en Roma se había encontrado y había caído bajo la influencia de Corelli y la escuela italiana. Los doce conciertos se produjeron en un espacio de cinco semanas a finales de septiembre y octubre de 1739, con las fechas de finalización registradas en todos menos en el número 9. Los diez conciertos del conjunto, que en su mayoría fueron compuestos recientemente, se escucharon por primera vez durante la interpretación de oratorios a lo largo de la temporada. Los dos conciertos restantes eran reelaboraciones de conciertos para órgano, HWV 295 en fa mayor (apodado The Cuckoo and the Nightingale, 'el cuco y el ruiseñor' debido a las imitaciones del canto de los pájaros en la parte del órgano) y HWV 296 en la mayor, los cuales ya habían sido escuchados en Londres a principios de 1739. En 1740, Walsh publicó sus propios arreglos para órgano solo de estos dos conciertos, junto con arreglos de cuatro de los concerti grossi op. 6 (números 1, 4, 5 y 10).

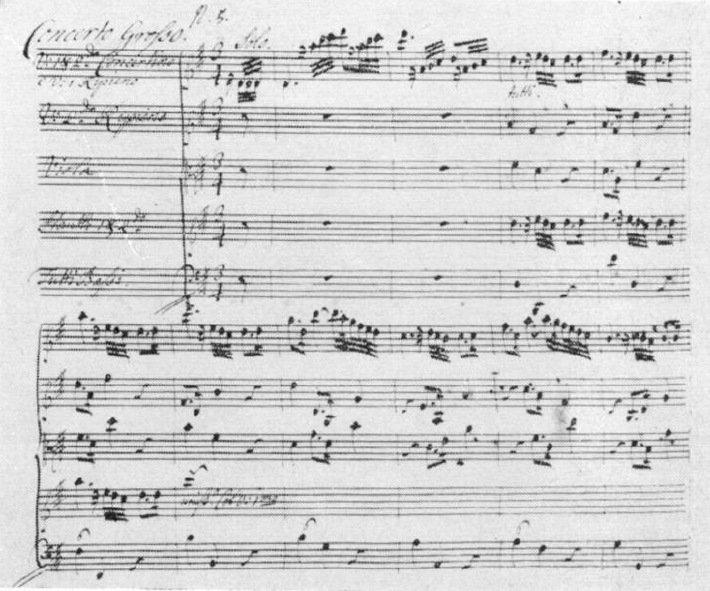
Apertura del quinto concerto grosso, op. 6, del manuscrito Aylesford de sir Newman Flower, con anotaciones de Charles Jennens, el propietario original.

La composición de los concerti grossi, sin embargo, debido al período de tiempo, sin precedentes, reservado para su composición, parece haber sido un esfuerzo consciente de Händel para producir un conjunto de 'obras maestras' orquestales para su publicación general: una respuesta y homenaje a los siempre populares concerti grossi de Corelli, así como un registro duradero de las propias habilidades compositivas de Handel. A pesar de la convencionalidad del modelo corelliano, los conciertos son extremadamente diversos y, en parte, experimentales, extraídos de todos los géneros musicales posibles e influenciados por formas musicales de toda Europa.
Los diez conciertos más recientemente compuestos (todos, excepto los números 9 y 11) se estrenaron durante las representaciones de oratorios y odas durante la temporada de invierno de 1739-1740, como lo demuestran anuncios contemporáneos en los diarios de Londres. Dos tuvieron lugar el 22 de noviembre, día de Santa Cecilia, durante las representaciones de Alexander's Feast y Ode for St Cecilia's Day; dos más el 13 de diciembre y otros cuatro el 14 de febrero. Dos conciertos se escucharon en el estreno de L'Allegro, il Penseroso ed il Moderato a finales de febrero; y dos más en marzo y principios de abril durante las reposiciones de Saul e Israel in Egypt. El último par de conciertos se interpretaron por primera vez durante una presentación de L'Allegro, el 23 de abril, solo dos días después de la publicación oficial del conjunto.

## Movimientos
| HWV | N.º | Clave          | Fecha composición         | Movimientoss                                                                                       |
| --- | --- | -------------- | ------------------------- | -------------------------------------------------------------------------------------------------- |
| 319 | 1   | sol mayor      | 29 de septiembre de 1739  | i. A tempo giusto – ii. Allegro – iii. Adagio – iv. Allegro – v. Allegro                           |
| 320 | 2   | fa mayor       | 4 de octubre de 1739      | i. Andante larghetto – ii. Allegro – iii. Largo – iv. Allegro, ma non troppo                       |
| 321 | 3   | mi menor       | 6 de octubre de 1739      | i. Larghetto – ii. Andante – iii. Allegro – iv. Polonaise – v. Allegro, ma non troppo              |
| 322 | 4   | la menor       | 8 de octubre de 1739      | i. Larghetto affetuoso – ii. Allegro – iii. Largo, e piano – iv. Allegro                           |
| 323 | 5   | re mayor       | 10 de octubre de 1739     | i. Ouverture – ii. Allegro – iii. Presto – iv. Largo – v. Allegro – vi. Menuet                     |
| 324 | 6   | sol menor      | 15 de octubre de 1739     | i. Larghetto e affetuoso – ii. Allegro, ma non troppo – iii. Musette – iv. Allegro – v. Allegro    |
| 325 | 7   | si bemol mayor | 12 de octubre de 1739     | i. Largo – ii. Allegro – iii. Largo, e piano – iv. Andante – v. Hornpipe                           |
| 326 | 8   | do menor       | 18 de octubre de 1739     | i. Allemande – ii. Grave – iii. Andante allegro – iv. Adagio – v. Siciliana – vi. Allegro          |
| 327 | 9   | fa mayor       | 26 de octubre de 1739 (?) | i. Largo – ii. Allegro – iii. Larghetto – iv. Allegro – v. Menuet – vi. Gigue                      |
| 328 | 10  | re menor       | 22 de octubre de 1739     | i. Ouverture – ii. Air – iii. Allegro – iv. Allegro – v. Allegro moderato                          |
| 329 | 11  | la mayor       | 30 de octubre de 1739     | i. Andante larghetto, e staccato – ii. Allegro – iii. Largo, e staccato – iv. Andante – v. Allegro |
| 330 | 12  | si menor       | 20 de octubre de 1739     | i. Largo – ii. Allegro – iii. Larghetto, e piano – iv. Largo – v. Allegro                          |

## Préstamos musicales
- Nº 1 El primer movimiento fue una completa reelaboración de un primer borrador de la obertura de Imeneo, la penúltima ópera italiana de Händel, compuesta durante un período prolongado que abarca de 1738 a 1740. En un estudio, el musicólogo Alexander Silbiger sostiene que en el último movimiento, 'comenzando con la figura de apertura, hay una serie de citaciones casi literales de la Sonata n.° 2' del Essercizi Gravicembalo de Domenico Scarlatti, que había sido publicado en Londres en 1738-1739.[9]
- Nº 2 De nueva composición.
- Nº 3 De nueva composición.
- Nº 4 Compuesta en su mayoría de nueva creación. El allegro final es una reelaboración del aria È si vaga en preparación para el Imeneo.
- Nº 5 Los movimientos i, ii y vi están tomados de la Ode for St Cecilia's Day. El primer movimiento se deriva de Componimenti Musicali (1739) para clavecín, de Gottlieb Muffat y el quinto, de la vigésimo tercera sonata del Essercizi Gravicembalo de Domenico Scarlatti (1738).
- Nº 6 De nueva composición.
- Nº 7 Nueva composición, excepto por la hornpipe final derivada de los Componimenti Musicali de Muffat.
- Nº 8 La allemande es una reelaboración del primer movimiento de la segunda suite para clavecín de Händel de su tercer juego (Nº 16), HWV 452, en sol menor. Andrew Manze señala que su primer compás 'es una transposición directa del compás de apertura de una de las Piezas de clavecín de Johann Mattheson', y especula que 'Quizás sea un saludo a un viejo amigo, maestro y compañero de rivalidad'.[10] La figura de 4 notas utilizada en el tercer movimiento se remonta a un cuarteto de la ópera Agrippina de Händel. En el cuarto movimiento, cita el ritornello de apertura del aria Piangerò la sorte mia de Cleopatra del tercer acto de su ópera Giulio Cesare in Egitto. En el quinto movimiento, usa material del aria descartada El amor de un padre así nacido ("Love from such a parent born") de Saul.
- Nº 9 El primer movimiento fue de nueva composición. El segundo y tercero son reelaboraciones de los dos primeros movimientos del concierto para órgano en fa mayor, HWV 295, 'El cuco y el ruiseñor' (The Cuckoo and the Nightingale). Los movimientos cuarto y quinto están tomados de la obertura de Imeneo. El tema de la Gigue es "temáticamente una reminiscencia de la Giga (danza) en el Concierto Grosso N.º 12 de Arcangelo Corelli' de los 12 concerti grossi, op. 6"; el modelo para el opus 6 de Händel.[11]
- Nº 10 De nueva composición.
- Nº 11 Una reelaboración del concierto para órgano de Händel en la mayor, HWV 296.Tomó prestado el material melódico del tercer movimiento (andante) de la apertura de la Tercera Sonata del Frische Clavier Früchte de Johann Kuhnau, publicada originalmente en 1696 pero reimpresa otras cuatro veces, incluso en 1724.[12]
- Nº 12 En su mayoría, de nueva creación. El tema de la fuga final se deriva de una fuga de Friedrich Wilhelm Zachow, el profesor de música de Händel.